# Crkva sv. Jurja (Lijevi Štefanki)
Crkva Uznesenja Blažene Djevice Marije u Pokupskom, rimokatolička crkva u mjestu Lijevi Štefanki, u općini Pokupsko, zaštićeno kulturno dobro.

## Opis dobra
Drvena neožbukana crkva sagrađena početkom 18. stoljeća prekrivena šindrom primjer je tradicijskog graditeljstva. Pravokutnog je tlocrta s trijumfalnim lukom nepravilnog, trapezoidnog oblika kojim je odvojeno uže svetište unutarnjih blago skošenih bočnih stranica i ravnog zaključnog zida. Uz zapadno pročelje formirano je pravokutno predvorje nad kojim je zvonik. Koloristički efekt unutrašnjosti proizlazi iz oslikanog kasetiranog stropa te koritastog svoda i zidova svetišta s bogatom ornamentalnom dekoracijom iz 1725. godine. Iz iste je godine i bogato dekoriran glavni oltar. Crkva predstavlja najvrjedniji primjer tradicijskog graditeljstva pokupskog kraja.

## Zaštita
Pod oznakom Z-4393 zavedena je kao nepokretno kulturno dobro - pojedinačno, pravna statusa zaštićena kulturnog dobra, klasificirano kao "sakralna graditeljska baština".